# Sondra Locke
Sondra Locke, született Sandra Louise Smith (Madison, Alabama, 1944. május 28. – Los Angeles, Kalifornia, 2018. november 3.) amerikai színésznő.

## Filmszerepei

### Mozifilmek
- Magányos vadász a szív (The Heart Is a Lonely Hunter) (1968)
- Cover Me Babe (1970)
- Willard (1971)
- A Reflection of Fear (1972)
- The Second Coming of Suzanne (1974)
- A törvényenkívüli Josey Wales (The Outlaw Josey Wales) (1976)
- Death Game (1977)
- The Shadow of Chikara (1977)
- A vesszőfutás (The Gauntlet) (1978)
- Mindenáron vesztes (Every Which Way But Loose) (1978)
- Bronco Billy (1980)
- Bármi áron (Any Which Way You Can) (1980)
- Az igazság útja (Sudden Impact) (1983)
- Ratboy (1986)
- Clean and Narrow (2000)
- A próféta-játék (The Prophet's Game) (2000)
- Ray Meets Helen (2017)

### Tévéfilmek
- Gondola (1974)
- Friendships, Secrets and Lies (1979)
- Amerika csalogánya (Rosie: The Rosemary Clooney Story) (1982)

### Tévésorozatok
- Night Gallery (1972, egy epizódban)
- The F.B.I. (1972, egy epizódban)
- The ABC Afternoon Playbreak (1973, egy epizódban)
- Cannon (1973, 1975, két epizódban)
- Kung Fu (1974, egy epizódban)
- A majmok bolygója (Planet of the Apes) (1974, egy epizódban)
- Barnaby Jones (1975, egy epizódban)
- Joe Forrester (1976, egy epizódban)
- Meghökkentő mesék (Tales of the Unexpected) (1984, egy epizódban)
- Amazing Stories (1985, egy epizódban)